# 関ケ原ふれあいセンター

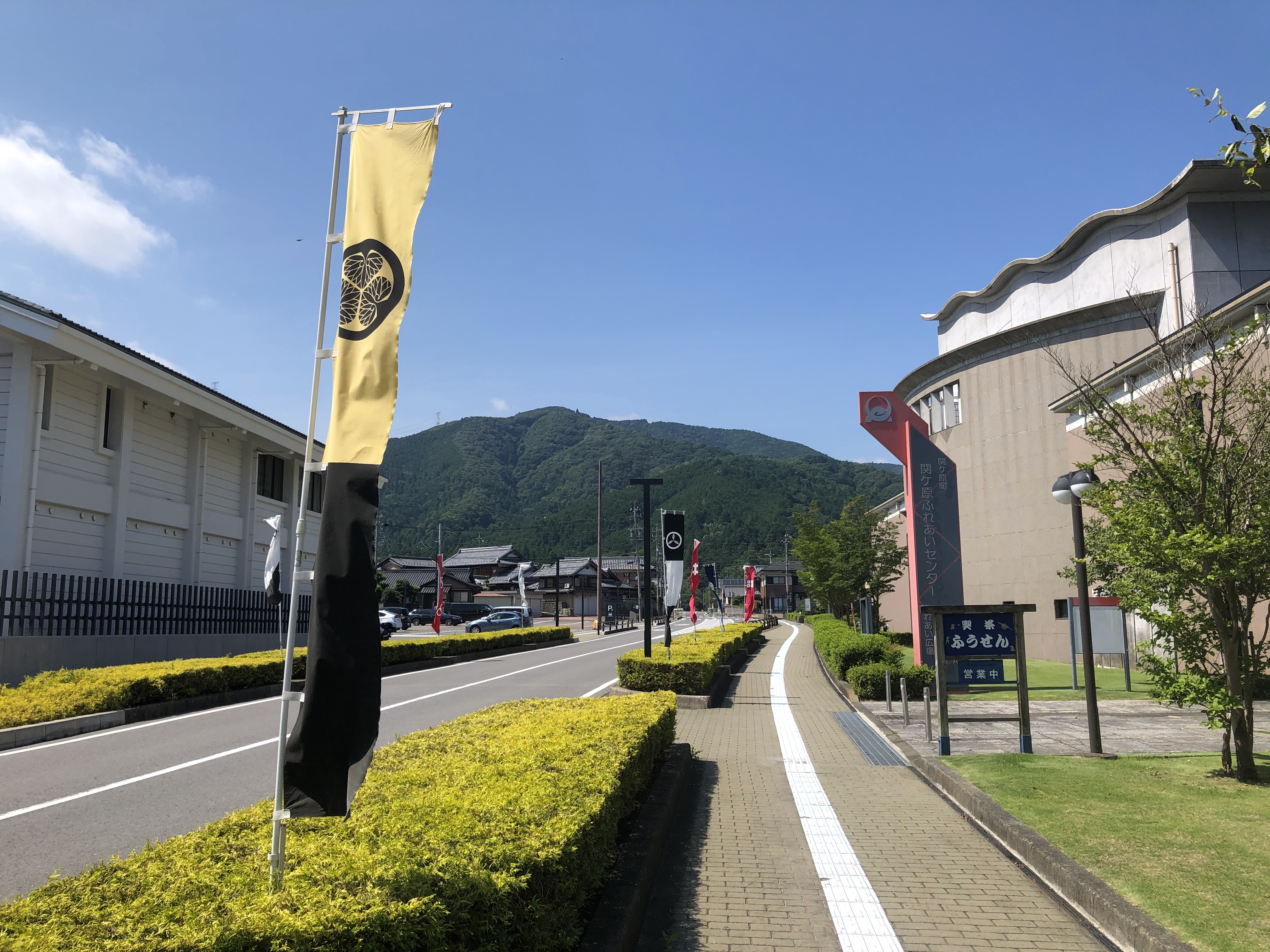
左側の建物が関ケ原町歴史民俗学習館。右側の建物が関ケ原ふれあ
いセンター

関ケ原ふれあいセンター（せきがはらふれあいセンター）は、岐阜県不破郡関ケ原町にある公共施設である。
条例上の正式名称は関ケ原町関ケ原ふれあいセンター。ふれあいセンターとも称する。

## 概要
ふれあいと交流を図り、文化の向上と生涯学習の振興を目的とした施設である。1994年（平成6年）9月17日開館。
館内には図書館（ふれあい図書館）がある。

## 施設概要

### 主要施設
- ふれあいホール

座席数は484席（固定席）
- 楽屋
- リハーサル室
- 小ホール

座席数は150席（移動席）。展示場としても使用可能。
- 学習室
- 会議室
- 創作室
- 視聴覚室
- 町民ギャラリー
- ふれあい広場
- ふれあい図書館

### ふれあい図書館
関ケ原町の図書館である。館内には一般図書コーナー、児童図書コーナー、オーディオビジュアルコーナーなどがある。
貸し出しは1回10冊以内、貸出期限は貸出しの日から14日以内。館外貸出しは関ケ原町内の居住者及び関ケ原町内の事業所への勤務者が対象である。

## 利用案内
- 住所：岐阜県不破郡関ケ原町大字関ケ原894-29
- 利用時間：9:00～21:30
  - ふれあい図書館は10:00～18:00
- 休館日：月曜日（月曜日が祝日の場合はその翌日）、毎月最終火曜日、年末年始（12月28日～1月4日）

## 交通アクセス
- JR東海道本線「関ケ原駅」下車、徒歩で約8分。
- 関ケ原町ふれあいバス「関ケ原町役場」バス停より徒歩で約2分

## 周辺施設
- 関ケ原町役場
- 岐阜関ケ原古戦場記念館
- 陣場野公園（関ヶ原の戦い徳川家康最後陣地跡）
- 関ケ原町歴史民俗学習館
- 関ケ原戦国甲冑館
- 関ケ原駅
- 関ケ原駅前観光交流館